# Escatologia sciita
I musulmani sciiti hanno credenze specifiche riguardo all'escatologia, che si riferisce agli eventi finali del mondo e al Giorno del Giudizio. Secondo la tradizione sciita, l'Apocalisse è caratterizzata da una serie di eventi predetti negli hadīth, che includono il ritorno del Mahdi, il dodicesimo imam occultato, che emergerà per guidare i credenti verso la giustizia e la verità. Gli sciiti credono che il Mahdi combatterà contro l'ingiustizia e porterà pace e unità al mondo. Inoltre, le loro credenze escatologiche enfatizzano il ruolo della lotta tra il bene e il male, con eventi catastrofici che precederanno la venuta del Mahdi e il Giudizio Universale. Queste visioni non solo influenzano la spiritualità sciita, ma anche l'impegno politico e sociale dei loro seguaci.

## Apocalisse
Secondo i musulmani e altre religioni affini, l'Apocalisse rappresenta un momento cruciale nella storia umana, segnando la transizione verso una nuova era di esistenza. Questo periodo finale è caratterizzato da eventi catastrofici e segni premonitori che annunciano la fine del mondo e la resurrezione dei morti.
Nell'Islam, in particolare, si crede che questi eventi culmineranno nel Giorno del Giudizio, quando ogni individuo sarà chiamato a rendere conto delle proprie azioni. Durante questo periodo, i credenti vivranno prove e tribolazioni, mentre i non credenti affronteranno le conseguenze delle loro scelte. La visione escatologica islamica include anche la figura del Mahdi, che avrà un ruolo fondamentale nel ristabilire la giustizia e guidare i fedeli verso la salvezza.
Altre tradizioni religiose, come il cristianesimo e l'ebraismo, condividono temi simili riguardo alla fine dei tempi. Ad esempio, nel cristianesimo si parla del ritorno di Cristo e della battaglia finale tra il bene e il male, mentre nell'ebraismo si attende l'arrivo del Messia. Queste credenze riflettono una comune aspirazione umana verso la speranza di un rinnovamento e di una giustizia finale, evidenziando l'importanza della fede e della moralità nel determinare il destino dell'umanità.
In sintesi, l'Apocalisse non è solo un evento catastrofico; è anche un momento di riflessione spirituale e di preparazione per ciò che verrà dopo, sottolineando l'importanza delle scelte individuali e collettive nella costruzione del futuro.

### Hajj nell'apocalisse
Secondo un hadith di Maometto, uno dei segni premonitori dell'Apocalisse è quando i re e i potenti iniziano a compiere il pellegrinaggio Hajj non per devozione, ma per svago, mentre i ricchi si recano alla Mecca per affari. Questa visione suggerisce un deterioramento dei valori spirituali e religiosi, in cui il significato sacro del pellegrinaggio viene sostituito da motivazioni materiali e superficiali.
Questo cambiamento di paradigma riflette una società in cui l'avidità e il consumismo prevalgono sulla fede autentica. La pratica del Hajj, che dovrebbe essere un momento di riflessione, purificazione e connessione con Dio, si trasforma in un evento mondano, evidenziando una crisi spirituale collettiva.
In questo contesto, i musulmani sciiti vedono l'Apocalisse come un momento di grande prova, in cui la vera fede sarà messa alla prova. La figura del Mahdi, atteso come salvatore, diventa cruciale in questo scenario: egli emergerà per riportare giustizia e restaurare i valori perduti. La degenerazione dei costumi e delle pratiche religiose rappresenta quindi non solo un segno dell'Apocalisse, ma anche una chiamata all'azione per i credenti, invitandoli a riscoprire la vera essenza della loro fede e a prepararsi per l'arrivo del Mahdi.
Questa interpretazione dell'hadith non solo mette in luce le sfide contemporanee della comunità musulmana, ma invita anche a una riflessione più profonda sul significato della spiritualità in un mondo sempre più orientato verso il materialismo.

### Umma islamica nell'apocalisse
Secondo un hadith di Maometto, la sua Umma dimentica cinque aspetti fondamentali in relazione all'Apocalisse:
- Amore per il mondo e dimenticanza della resurrezione: I musulmani possono essere così attratti dalle comodità e dai piaceri terreni da trascurare la realtà della vita dopo la morte e il Giudizio Universale.
- Amore per la ricchezza e ignoranza del tempo della resurrezione: La ricerca incessante di ricchezze materiali può distogliere l'attenzione dalla preparazione per l'aldilà, facendo dimenticare che la vera prosperità è quella spirituale.
- Amore per le donne e oblio delle urì: Questo punto sottolinea come l'attrazione verso il mondo materiale e le relazioni umane possa far dimenticare le promesse divine riguardanti le urì, le fanciulle del Paradiso, simbolo di una vita eterna piena di gioia.
- Amore per i palazzi e dimenticanza della tomba: La costruzione di grandi dimore e il desiderio di status sociale possono far perdere di vista la transitorietà della vita e l'importanza di prepararsi per ciò che verrà dopo la morte.
- Amore per i propri cari e dimenticanza di Dio: La dedizione verso familiari e amici, sebbene naturale, non deve sostituire il legame fondamentale con Dio, che è essenziale per la salvezza dell'anima.

Questi punti evidenziano una critica alla superficialità con cui alcuni membri della comunità musulmana possono vivere la loro fede, mettendo in discussione le loro priorità spirituali. La visione apocalittica di Maometto invita i credenti a riflettere su come le loro azioni quotidiane influenzino non solo il loro destino personale, ma anche quello collettivo dell'Umma.In un contesto più ampio, queste considerazioni sull'Apocalisse possono servire da monito per riscoprire valori fondamentali come la giustizia, l'umiltà e la devozione. La preparazione per l'Apocalisse non è solo una questione di attesa passiva, ma richiede un impegno attivo nella costruzione di una società più giusta e consapevole delle sue responsabilità spirituali.

## Segni della riapparizione del Mahdi
Sono una serie di eventi che si verificheranno prima della venuta di Muhammad al-Mahdi, considerato il salvatore definitivo dell'umanità e l'ultimo Imam dei Dodici Imam secondo le credenze sciite. Questi segni sono classificati in due categorie: certi e incerti.

### Segni Certi
I segni certi sono eventi che, secondo la tradizione sciita, si verificheranno sicuramente prima della manifestazione del Mahdi. Tra questi vi sono:
- La Rivolta di Sufianí: un leader oppressivo emergerà e porterà conflitti significativi.
- Il grido dal cielo: un annuncio divino che chiamerà i credenti a riconoscere il Mahdi.
- L'uccisione dell'Anima Pura (An-Nafsu z-Zakiyyah): un evento tragico che avrà un forte impatto sulla comunità.
- Lo sprofondamento della terra nella località di Al-Baydā: un segno fisico che rappresenta il caos e la disobbedienza.

### Segni Incerti
I segni incerti, invece, sono eventi meno definiti e possono variare in base alle interpretazioni. Questi possono includere guerre, disordini sociali e l'emergere di falsi profeti, tutti elementi che contribuiscono a creare un clima di incertezza e tensione prima della venuta del Mahdi.La credenza nella venuta del Mahdi non è solo una questione di attesa passiva; rappresenta anche una chiamata all'azione per i credenti, incoraggiandoli a vivere in modo giusto e a prepararsi spiritualmente per i tempi difficili che precederanno la sua manifestazione. La figura del Mahdi è vista come un simbolo di speranza e giustizia, promettendo un futuro migliore per l'umanità dopo il caos e l'oppressione.

## Morte del Diavolo
Secondo le tradizioni degli Imam sciiti, il diavolo sarà ucciso dopo l'apparizione di Muhammad al-Mahdi, il dodicesimo Imam e salvatore dell'umanità. Questo evento segna un punto cruciale nell'escatologia sciita, poiché rappresenta la vittoria definitiva del bene sul male e l'instaurazione di un'era di giustizia e pace.

### Significato della Morte del Diavolo
La morte del diavolo, o Dajjāl, simboleggia non solo la sconfitta delle forze maligne, ma anche la restaurazione dell'ordine divino sulla Terra. Con l'arrivo del Mahdi, ci si aspetta che il mondo venga purificato dalle ingiustizie e dall'oppressione, creando un ambiente in cui i valori morali e spirituali possano prosperare. Questo evento è visto come una manifestazione della volontà divina e una realizzazione delle promesse fatte ai credenti.

### Il Ruolo del Mahdi
Muhammad al-Mahdi è considerato il leader che guiderà i musulmani nella lotta contro le forze del male. La sua apparizione segnerà l'inizio di una nuova era in cui la giustizia prevale e i diritti degli oppressi vengono ripristinati. La tradizione sostiene che il Mahdi combatterà contro il Dajjāl e altre forze oscure, portando alla fine dei tempi come conosciuti.

### Implicazioni per i Credenti
Per i seguaci sciiti, la fede nella venuta del Mahdi e nella sua capacità di sconfiggere il male offre una fonte di speranza e resilienza. Questa aspettativa incoraggia i credenti a vivere secondo principi etici e morali, preparandosi spiritualmente per gli eventi futuri. La certezza che il male sarà sconfitto alla fine dei tempi rafforza la comunità nella sua lotta quotidiana contro le ingiustizie e le avversità.In sintesi, la morte del diavolo dopo l'apparizione del Mahdi non è solo un evento escatologico; rappresenta la realizzazione della giustizia divina e la promessa di un futuro migliore per l'umanità.